# 125 Liberatrix
Liberatrix (asteroide 125) é um asteroide da cintura principal com um diâmetro de 43,58 quilómetros, a 2,5192844 UA. Possui uma excentricidade de 0,08125 e um período orbital de 1 658,5 dias (4,54 anos).
Liberatrix tem uma velocidade orbital média de 17,98675518 km/s e uma inclinação de 4,65594º.
Este asteroide foi descoberto em 11 de Setembro de 1872 por Prosper Henry.